# 호모토피 동치

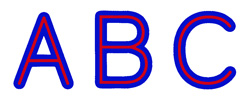
알파벳 A, B, C를 "굵은 글꼴"로 써 평면의 2차원 부분 공간으로 나타낼 수 있으며 (보라색), "가는 글꼴"로 써 평면의 1차원 부분 공간으로 나타낼 수 있다 (붉은색). 이 경우, "굵은 글꼴"로 쓴 글자는 "가는 글꼴"로 쓴 글자와 위상 동형이지 않지만, 이들은 서로 호모토피 동치이다.

대수적 위상수학에서 호모토피 동치(homotopy同値, 영어: homotopy equivalence)는 위상 공간의 분류의 하나이다. 이는 위상 동형보다 더 거칠며, 호모토피 군이나 특이 호몰로지와 같은 불변량을 보존하지만 차원과 같은 성질은 보존하지 않는다.

## 정의
위상 공간 {\displaystyle X}, {\displaystyle Y} 사이의 연속 함수 {\displaystyle f\colon X\to Y}에 대하여, 만약 다음 두 조건을 만족시키는 연속 함수 {\displaystyle g\colon Y\to X}가 존재한다면, {\displaystyle f}를 호모토피 동치라고 한다.:363
- {\displaystyle f\circ g\simeq \operatorname {id} _{Y}}
- {\displaystyle g\circ f\simeq \operatorname {id} _{X}}

여기서 {\displaystyle \simeq }는 같은 정의역과 공역을 갖는 두 연속 함수의 호모토픽 관계이다.

### 약한 호모토피 동치
위상 공간 {\displaystyle X}, {\displaystyle Y} 사이의 연속 함수 {\displaystyle f\colon X\to Y}가 다음 두 조건을 만족시킨다면, {\displaystyle f}가 약한 호모토피 동치(弱-homotopy同値, 영어: weak homotopy equivalence)라고 한다.
- {\displaystyle f}로부터 유도되는 연결 성분의 함수 {\displaystyle f_{*}\colon \pi _{0}(X)\to \pi _{0}(Y)}는 전단사 함수이다.
- 임의의 {\displaystyle x\in X} 및 모든 {\displaystyle n\geq 1}에 대하여, {\displaystyle f}로부터 유도되는 호모토피 군의 군 준동형 {\displaystyle f_{*}\colon \pi _{n}(X,x)\to \pi _{n}(Y,f(x))}는 모두 군의 동형이다.

## 성질
다음과 같은 포함 관계가 성립한다.
항등 함수 ⊊ 위상 동형 ⊊ 호모토피 동치 ⊊ 약한 호모토피 동치 ⊊ 연속 함수
호모토피 동치에 대하여 다음이 성립한다.
- 모든 위상 동형은 항상 호모토피 동치이다.
- (합성에 대한 닫힘) 두 호모토피 동치 {\displaystyle f\colon X\to Y}, {\displaystyle g\colon Y\to Z}의 합성 {\displaystyle g\circ f} 역시 호모토피 동치이다.
- 호모토피 동치 {\displaystyle f\colon X\to Y}에 대하여, {\displaystyle g\circ f\simeq \operatorname {id} _{X}}이자 {\displaystyle f\circ g\simeq \operatorname {id} _{Y}}인 호모토피 동치 {\displaystyle g\colon Y\to X}가 존재한다.

따라서, 두 위상 공간 사이에 호모토피 동치가 존재하는지 여부는 위상 동형 관계보다 더 엉성한 동치 관계를 이룬다. 호모토피 동치 관계에 대한 동치류를 호모토피 유형(homotopy類型, 영어: homotopy type)이라고 한다. 서로 위상 동형인 두 위상 공간은 서로 호모토피 동치이지만, 그 역은 일반적으로 성립하지 않는다.
약한 호모토피 동치에 대하여 다음이 성립한다.
- 모든 호모토피 동치는 항상 약한 호모토피 동치이다.
- (3개 가운데 2개 성질 영어: two out of three property) 연속 함수 {\displaystyle f\colon X\to Y}, {\displaystyle g\colon Y\to Z} 가 주어졌으며, {\displaystyle \{f,g,g\circ f\}} 가운데 2개가 약한 호모토피 동치를 이룬다면, 3개 모두 약한 호모토피 동치를 이룬다. (특히, 약한 호모토피 동치는 함수의 합성에 대하여 닫혀 있다.)
- (6개 가운데 2개 성질 영어: two out of six property) 세 연속 함수 {\displaystyle X{\xrightarrow {f}}Y{\xrightarrow {g}}Z{\xrightarrow {h}}W}가 주여졌으며, 만약 {\displaystyle g\circ f} 및 {\displaystyle h\circ g}가 약한 호모토피 동치라면, {\displaystyle f}와 {\displaystyle g}와 {\displaystyle h}와 {\displaystyle h\circ g\circ f} 역시 약한 호모토피 동치이다.

약한 호모토피 동치의 존재는 반사 관계이자 추이적 관계이지만, 대칭 관계가 아니므로 동치 관계가 아니다. 서로 호모토피 동치인 두 위상 공간 사이에는 항상 약한 호모토피 동치가 존재하지만, 그 역은 일반적으로 성립하지 않는다.

### 화이트헤드 정리
화이트헤드 정리에 따르면 두 연결 CW 복합체 사이에 만약 약한 호모토피 동치가 존재한다면, 이들 사이에는 호모토피 동치가 존재한다. 즉, CW 복합체의 경우 호모토피 유형을 약한 호모토피 동치로서 계산할 수 있다.
보다 일반적으로 모형 범주에서 존재하는 약한 동치는 약한 호모토피 동치의 일반화이며, 모형 범주에서의 화이트헤드 정리에 따르면 서로 올대상이자 쌍대올대상인 대상 사이에는 약한 동치의 존재는 동치 관계를 이룬다. (위상 공간 위의 퀼런 모형 구조에서 CW 복합체는 올대상이자 쌍대올대상이다.)